# 268
| [ Edytuj tabelę ] |                                               |
| Cesarz Chin       | - 265 Sima Yan 290                            |
| Władca Korei      | - 248 Chungch’ŏn 270                          |
| Papież            | - 259 Dionizy 268                             |
| Król Persji       | - 241 Szapur I 272                            |
| Cesarz Rzymu      | - 253 Galien 268 - 268 Klaudiusz II Gocki 270 |

Rok 268 / CCLXVIII
stulecia: II wiek ~
III wiek ~
IV wiek

lata: 258 «
263 «
264 «
265 «
266 «
267 «
268
» 269
» 270
» 271
» 272
» 273
» 278

## Wydarzenia
- Azja
  - Palmyra przejęła kontrolę nad Syrią i Mezopotamią
- Europa
  - Alamanowie, Herulowie i Goci wdarli się do Italii przez Przełęcz Berneńską
  - cesarz rzymski Klaudiusz II Gocki pobił Alamanów w bitwie nad jeziorem Garda
  - zbuntowani żołnierze zamordowali Postumusa, władcę powstałego w 259 cesarstwa galijskiego
  - Goci splądrowali Ateny, Spartę i Korynt
  - miała miejsce bitwa nad rzeką Nestos

## Urodzili się
- Euzebiusz z Cezarei (zm. 338), autor Historii Kościoła i Kroniki - zarysu dziejów powszechnych (data sporna lub przybliżona)

## Zmarli
- Postumus, cesarz galijski
- Galien, cesarz rzymski, zamordowany